# Pszczółkowo
Pszczółkowo – osada w Polsce położona w województwie lubuskim, w powiecie wschowskim, w gminie Wschowa. Osada wchodzi w skład sołectwa Wygnańczyce.
W latach 1975–1998 miejscowość administracyjnie należała do województwa leszczyńskiego.